# Gisèle Ruiz Goldstein
Gisèle Ruiz Goldstein (Nova Orleães, 24 de agosto de 1958) é uma matemática estadunidense, conhecida por sua pesquisa em equações diferenciais parciais, teoria dos operadores e aplicações da matemática à física e às finanças. Goldstein ganhou vários prêmios; em particular, um de seus artigos recebeu o Editors' Choice Award dos editores do Mathematische Nachrichten em 2010, e foi catedrática da Universidade de Memphis de 2011 a 2014. Em dezembro de 2020 a Discrete and Dynamical Systems - Series S criou uma edição especial em homenagem aos 60 anos de Goldstein.

## Formação
Goldstein obteve um PhD da Universidade Tulane em 1986, com a tese Mathematical Contributions to Thomas-Fermi Theory, orientada por Jerome Goldstein.